# Communauté d'agglomération Grand Calais Terres et Mers
La communauté d'agglomération Grand Calais Terres et Mers est une communauté d'agglomération française située dans le département du Pas-de-Calais en région Hauts-de-France créée le 1er décembre 2019 par la fusion de la communauté d'agglomération du Calaisis et de la communauté de communes du Sud-Ouest de Calais. Son siège est situé dans la commune de Calais. Elle regroupe 14 communes et totalise 98 828 habitants en 2021. Elle est localisée dans le nord du Pas-de-Calais, sur la Côte d'Opale, bordée par la Manche. 

## Historique
Calais était la ville principale de la communauté d'agglomération du Calaisis, qui ne comptait que dix communes et ne correspondait pas à l'étendue de son aire d'influence.
Le 1er janvier 2017, quatre communes issues de la communauté de communes du sud-ouest du Calaisis intègrent la Communauté d'agglomération du Calaisis en application du schéma départemental de coopération intercommunale du Pas-de-Calais arrêté le 30 mars 2016 : Fréthun, Hames-Boucres, Les Attaques, et Nielles-lès-Calais. Pour l'occasion, l'intercommunalité prend le nom de communication de Grand Calais Terres et Mers, le 24 janvier,, mais garde sa dénomination administrative de Communauté d'agglomération du Calaisis.
En novembre 2018, le tribunal administratif de Lille, estimant que le préfet s'était illégalement estimé lié par les délibérations d'une majorité qualifiée des conseils municipaux des communes concernées par la suppression de la communauté de communes du sud-ouest du Calaisis, la création de la communauté de communes Pays d'Opale et l'agrandissement du territoire de la communauté d'agglomération du Calaisis, annule les arrêtés du préfet du Pas-de-Calais correspondants à compter du 1er décembre 2019, le temps de permettre de tirer les conclusions institutionnelles de ces annulations,,.
Afin de tirer les conclusions de ce jugement, la CDCI du Pas-de-Calais réunie le 25 novembre 2019 a approuvé la « fusion entre la CAC et l’ex-communauté de communes du Sud-Ouest du Calaisis (CCSOC) ».
Le Préfet a donc acté ces évolutions par un arrêté préfectoral du 25 novembre 2019 qui a pris effet le 1er décembre 2019 — date où le jugement du Tribunal administratif de Lille a pris effet — décidant la fusion de la communauté d'agglomération du Calaisis et de la communauté de communes du Sud-Ouest de Calais, et créant en conséquence une nouvelle structure intercommunale dénommée Communauté d'agglomération Grand Calais Terres et Mers regroupant 14 communes,,,.

## Territoire communautaire

### Géographie
Situé à un carrefour important du nord de l'Europe, le territoire du Calaisis est à deux heures de Londres, trois heures de Paris, deux heures de Bruxelles.
Il s'agit d'un territoire riche en paysages divers : à l'ouest, le Cap Blanc-Nez situé sur le site naturel des deux Caps. Au nord du Calaisis, les plages de Calais, Blériot et Sangatte avec le cordon dunaire de fort-Mahon. À l'est, les dunes et la plage de Marck.

#### Accès et transports
Territoire de transit, le Calaisis voit passer chaque année, près de 30 millions de passagers et 60 millions de tonnes de fret sur son territoire.
Ce territoire permet les liaisons trans-Manche, par les ferries entre les ports de Calais et Douvres, et le tunnel sous la Manche entre Coquelles et Folkestone.
Le territoire de Grand Calais Terres & Mers est desservi par l'autoroute A16, l'autoroute A26 et l'Eurostar.

#### Urbanisme
Le schéma de cohérence territoriale du pays du Calaisis intègre trois intercommunalités :
- la communauté d'agglomération Grand Calais Terres et Mers ;
- la communauté de communes de la Région d'Audruicq ;
- la communauté de communes Pays d'Opale.

#### Environnement
La communauté d'agglomération bénéficie d'une grande variété environnementale sur son territoire. La commune la plus à l'ouest de l'agglomération fait partie du parc naturel régional des Caps et Marais d'Opale : Sangatte. Marck-en-Calaisis, située à l'est du territoire possède une grande plage, avec un cordon dunaire au niveau des Hemmes de Marck. Coquelles et Coulogne sont deux communes situées au sud du territoire. Coquelles est surtout constituée avec un milieu agricole, alors que la commune de Coulogne possède un canal qui conduit à Calais. Cette dernière qui est la commune centre du territoire. Elle possède une grande diversité environnementale avec ses canaux, mais surtout avec une grande plage de sable fin et son port.

### Composition
La communauté d'agglomération est composée des 14 communes suivantes :

| Nom                   | Code Insee | Gentilé        | Superficie (km2) | Population (dernière pop. légale) | Densité (hab./km2) |
| --------------------- | ---------- | -------------- | ---------------- | --------------------------------- | ------------------ |
| Calais (siège)        | 62193      | Calaisiens     | 33,5             | 67 585 (2022)                     | 2 017              |
| Les Attaques          | 62043      | Attaquois      | 20,81            | 2 065 (2022)                      | 99                 |
| Bonningues-lès-Calais | 62156      | Bonninguois    | 8,49             | 598 (2022)                        | 70                 |
| Coquelles             | 62239      | Coquellois     | 8,77             | 2 625 (2022)                      | 299                |
| Coulogne              | 62244      | Coulonnois     | 9,16             | 5 403 (2022)                      | 590                |
| Escalles              | 62307      | Escallois      | 7,29             | 218 (2022)                        | 30                 |
| Fréthun               | 62360      | Fréthunois     | 7,92             | 1 393 (2022)                      | 176                |
| Hames-Boucres         | 62408      | Hames-Boucrois | 12,82            | 1 428 (2022)                      | 111                |
| Marck                 | 62548      | Marckois       | 31,55            | 10 468 (2022)                     | 332                |
| Nielles-lès-Calais    | 62615      | Niellois       | 2,49             | 281 (2022)                        | 113                |
| Peuplingues           | 62654      | Peuplinguois   | 10,43            | 789 (2022)                        | 76                 |
| Pihen-lès-Guînes      | 62657      | Pihenois       | 9,25             | 530 (2022)                        | 57                 |
| Saint-Tricat          | 62769      | Merkenesiens   | 7,35             | 775 (2022)                        | 105                |
| Sangatte              | 62774      | Sangattois     | 14,28            | 4 755 (2022)                      | 333                |

### Démographie
| 1968   | 1975   | 1982    | 1990    | 1999    | 2006    | 2011    | 2016    | 2022   |
| ------ | ------ | ------- | ------- | ------- | ------- | ------- | ------- | ------ |
| 93 870 | 99 606 | 100 830 | 102 131 | 105 234 | 104 111 | 103 038 | 106 173 | 98 913 |

### Logement
En 2022, le nombre total de logements dans la communauté d'agglomération était de 50 545, alors qu'il était de 49 342 en 2016 et de 47 873 en 2011
, soit une progression du nombre total de logements de 5,6 % depuis 2011.
Parmi ces 50 545 logements, 88,6 % étaient des résidences principales, (soit 44 794 logements), 2,9 % des résidences secondaires et 8,5 % des logements vacants. Ces logements étaient pour 61,1 % d'entre eux des maisons individuelles et pour 37,7 % des appartements.
Sur les 44 794 résidences principales, 52,6 % sont occupées par des propriétaires, 45,9 % par des locataires et 1,5 % par des personnes logées gratuitement.
Le tableau ci-dessous présente la typologie des logements dans la communauté d'agglomération en 2022 en comparaison avec celle du Pas-de-Calais et de la France entière. Une caractéristique marquante du parc de logements est ainsi la faible proportion des résidences secondaires et logements occasionnels (2,9 %) par rapport au département (6,6 %) et à la France entière (9,7 %) ainsi que d'une proportion de logements vacants (8,5 %) inférieure à celle du département (7,2 %) et de la France entière (8 %).
| Typologie                                               | Communauté d'agglomération | Pas-de-Calais | France entière |
| ------------------------------------------------------- | -------------------------- | ------------- | -------------- |
| Résidences principales (en %)                           | 88,6                       | 86,2          | 82,3           |
| Résidences secondaires et logements occasionnels (en %) | 2,9                        | 6,6           | 9,7            |
| Logements vacants (en %)                                | 8,5                        | 7,2           | 8              |

Le tableau ci-dessous présente le type de combustible principal utilisé dans les résidences principales ainsi que l'évolution des différents types de combustible entre 2011 et 2022.
| Type de combustible principal du logement | Communauté d'agglomération | Communauté d'agglomération | Communauté d'agglomération | Pas-de-Calais 2022 |
| Type de combustible principal du logement | 2011                       | 2022                       | △                          | Pas-de-Calais 2022 |
| ----------------------------------------- | -------------------------- | -------------------------- | -------------------------- | ------------------ |
| Gaz de ville - réseau de chaleur          | 63,9 %                     | 61,3 %                     | -2,6                       | 51,7 %             |
| Fioul (mazout)                            | 4,7 %                      | 3,1 %                      | -1,6                       | 7,4 %              |
| Électricité                               | 22,6 %                     | 25,6 %                     | 3                          | 24,4 %             |
| Gaz en bouteilles ou en citerne           | 1,4 %                      | 1,1 %                      | -0,3                       | 1,0 %              |
| Autres (bois, solaire, géothermie, etc.)  | 7,4 %                      | 8,9 %                      | 1,5                        | 15,5 %             |

### Économie

#### Revenus de la population et fiscalité
En 2021, la communauté d'agglomération compte 43 914 ménages fiscaux, regroupant 97 509 personnes.
En 2021, le revenu fiscal médian par ménage, le taux de pauvreté des ménages et la part des ménages fiscaux imposés de la communauté d'agglomération, du département du Pas-de-Calais et de la métropole sont les suivants :
- le revenu fiscal médian par ménage de la communauté d'agglomération est de 19 710 €, inférieur à celui du département du Pas-de-Calais (20 720 €) et inférieur à celui de la France métropolitaine (23 080 €)[Insee 8],[Insee 9],[Insee 10] ;
- le taux de pauvreté des ménages de la communauté d'agglomération est de 23,2 %, supérieur à celui du département du Pas-de-Calais (18,4 %) et supérieur à celui de la métropole (14,9 %)[Insee 11],[Insee 12],[Insee 13] ;
- la part des ménages fiscaux imposés dans la communauté d'agglomération est de 42,3 %, inférieure à celle du département du Pas-de-Calais (44,1 %) et inférieure à celle de la métropole (53,4 %)[Insee 8],[Insee 9],[Insee 10].

#### Emploi
|                                | 2011   | 2016   | 2022   |
| ------------------------------ | ------ | ------ | ------ |
| CA Grand Calais Terres et Mers | 21,5 % | 23,2 % | 19,3 % |
| Département                    | 11,3 % | 13,7 % | 11,2 % |
| France métropolitaine          | 11,6 % | 13,7 % | 11,7 % |

En 2022, la population âgée de 15 à 64 ans s'élève à 62 194 personnes, parmi lesquelles on compte 69,5 % d'actifs (56,1 % ayant un emploi et 13,4 % de chômeurs) et 30,5 % d'inactifs,. En 2022, le taux de chômage (au sens du recensement) des 15-64 ans est supérieur à celui du département et supérieur à celui de la France métropolitaine.
La communauté d'agglomération compte 42 851 emplois en 2022, contre 41 699 en 2016 et 43 337 en 2011. Le nombre d'actifs ayant un emploi résidant dans la communauté d'agglomération est de 35 243, soit un indicateur de concentration d'emploi de 121,6 et un taux d'activité parmi les 15 ans ou plus de 53,7 %.
Sur ces 35 243 actifs de 15 ans ou plus ayant un emploi, 18 304 travaillent dans la communauté d'agglomération, soit 52 % des habitants. Pour se rendre au travail, 79,6 % des habitants de la communauté d'agglomération utilisent une voiture, un camion ou une fourgonnette, 7,4 % les transports en commun, 10,3 % s'y rendent en deux-roues motorisé, à vélo ou à pied et 2,8 % n'ont pas besoin de transport (travail au domicile).

#### Entreprises et commerces

##### Activités hors agriculture
En 2022, 5 757 établissements marchands non agricoles sont économiquement actifsdans la  communauté d'agglomération,,.
| Secteur d'activité                                                                                        | CA Grand Calais Terres et Mers | CA Grand Calais Terres et Mers | Département |
| Secteur d'activité                                                                                        | Nombre                         | %                              | %           |
| --- | ------------------------------ | ------------------------------ | ----------- |
| Ensemble                                                                                                  | 5 757                          | 100 %                          | (100 %)     |
| Industrie manufacturière, industries extractives et autres                                                | 371                            | 6,4 %                          | (5,3 %)     |
| Construction                                                                                              | 441                            | 7,7 %                          | (11,7 %)    |
| Commerce de gros et de détail, transports, hébergement et restauration                                    | 1 953                          | 33,9 %                         | (22,5 %)    |
| Information et communication                                                                              | 120                            | 2,1 %                          | (3,6 %)     |
| Activités financières et d'assurance                                                                      | 277                            | 4,8 %                          | (5,3 %)     |
| Activités immobilières                                                                                    | 261                            | 4,5 %                          | (5,7 %)     |
| Activités spécialisées, scientifiques et techniques et activités de services administratifs et de soutien | 768                            | 13,3 %                         | (20,2 %)    |
| Administration publique, enseignement, santé humaine et action sociale                                    | 954                            | 16,6 %                         | (15,8 %)    |
| Autres activités de services                                                                              | 612                            | 10,6 %                         | (9,9 %)     |

Le secteur du commerce de gros et de détail, transports, hébergement et restauration est prépondérant dans la communauté d'agglomération puisqu'il représente 33,9 % du nombre total d'établissements de la commune (1 953 sur les 5757 entreprises implantées dans la communauté d'agglomération), contre 22,5 % au niveau départemental, et, à l'inverse, le secteur des activités spécialisées, scientifiques et techniques et activités de services administratifs et de soutien avec 13,3 % du nombre total d'établissements est inférieur à celui du département (20,2 %).

#### Tourisme

##### Hôtellerie, camping et autres hébergements collectifs
Au 1er janvier 2025, la communauté d'agglomération Grand Calais Terres et Mers dispose de 21 hôtels pour une capacité totale de 1 384 chambres, de huit campings totalisant 903 emplacements et de six autres types d'hébergements collectifs totalisant 1 233 places de lit.

## Administration

### Siège
Le siège de la communauté d'agglomération est à Calais, 76, boulevard Gambetta.

### Élus
Le conseil communautaire de la communauté d'agglomération se compose de 57 conseillers, représentant chacune des communes membres et élus pour une durée de six ans.
Ils sont répartis comme suit :
| Nombre de conseillers | Communes              |
| --------------------- | --------------------- |
| 28                    | Calais                |
| 10                    | Marck                 |
| 4                     | Coulogne, Sangatte    |
| 2                     | Coquelles             |
| 1 (+1 suppléant)      | les 9 autres communes |

### Présidence
À la suite des élections municipales et communautaires de 2020, le conseil communautaire du 7 juillet 2020, a élu comme présidente Natacha Bouchart, maire de Calais, ainsi que ses vice présidents, qui sont, pour la mandature 2020-2026 :
1. Michel Hamy (DVD), maire de Coquelles, chargé des finances, de la commande publique et des affaires juridiques ;
2. Corinne Noël (DVD), maire de Marck, chargée de la communication, de la prospective et du développement numérique ;
3. Guy Allemand (SE), maire de Sangatte, chargé des sports et du soutien à l'aménagement des espaces cyclables ;
4. Isabelle Muys (DVD), maire de Coulogne, chargée de la performance énergétique de l’habitat (Espace info énergie), des espaces naturels, du refuge fourrière et du crématorium intercommunal ;
5. Gérard Grenat (LREM), maire-adjoint de Calais, chargé de l’Europe, de la coopération étrangère et de la recherche de financements ;
6. Véronique Dumont-Deseigne (LR)  maire-adjointe de Marck, conseillère régionale, chargée de l’assainissement ;
7. Emmanuel Agius (LR), premier maire-adjoint de Calais, conseiller régional, chargé du développement économique, de la mutualisation et de la coopération intercommunale, des bâtiments, de l’archéologie préventive ;
8. Philippe Mignonet (DVD), maire-adjoint de Calais, conseiller départemental de Calais-3, chargé du transport, de la gestion des déchets ménagers, de l’aire d’accueil des gens du voyage, de l’aéroport (sécurité), de l’Habitat (permis de louer) ;
9. Henri Waroczyk (DVD), conseiller municipal de Calais, chargé de la politique de la ville ;
10. Pascal Pestre (DVD), maire-adjoint de Calais, chargé du tourisme, des loisirs, des évènements et de la culture ;
11. Patrice Cambraye (LREM), maire-adjoint de Calais, chargé du personnel et des relations avec les organisations syndicales ;
12. Nadine Deniele-Vampouille  (DVD), maire des Attaques, chargée de la petite enfance et des centres de loisirs ;
13. Guy Heddebaux (DVD), maire de Frethun, conseiller départemental de Calais-1, chargé de l’habitat et des parkings d'intérêt communautaire ;
14. Olivier Matrat (DVD), conseiller municipal de Hames-Boucres, chargé de la lutte contre les risques naturels, GEMAPI (Gestion des milieux aquatiques et prévention des inondations) et PAPI (Programme d’actions de prévention des inondations) ;
15. Bernard Delalin (SE), maire de Nielles-lès-Calais, chargé des berges et canaux, de la lutte contre l’érosion des sols et de la ruralité.

La présidente, les quinze vice-présidents et douze autres conseillers constituent le bureau de la communauté d'agglomération pour la mandature 2020-2026.
| Période       | Période                      | Identité         | Étiquette   | Qualité |
| ------------- | ---------------------------- | ---------------- | ----------- | --- |
| décembre 2019 | En cours (au 7 juillet 2020) | Natacha Bouchart | LR puis DVD | Directrice des ressources humaines, attachée parlementaire Maire de Calais (2008 → ) Vice-présidente du conseil régional des Hauts-de-France (2016 → ) Présidente de l'ex-Communauté d'agglomération du calaisis (2015 → 2019) |

### Compétences
La communauté d'agglomération exerce les compétences qui lui ont été transférées par les communes membres dans les conditions déterminées par le code général des collectivités territoriales.
Aux termes des statuts de la communauté annexés à l'arrêté préfectoral créant la communauté d'agglomération, ces compétences sont, dans l'attente de leur uniformisation sur l'ensemble du territoire :
- Développement économique : actions de développement économique, zones d’activité ; politique locale du commerce et soutien aux activités commerciales d’intérêt communautaire; promotion du tourisme, dont la création d’offices de tourisme.

- Aménagement de l’espace communautaire : Schéma de cohérence territoriale (SCOT), plan local d'urbanisme intercommunal (PLUI et documents d'urbanisme assimilés... ; opérations d'aménagement d'intérêt communautaire ; organisation de la mobilité ;

- Équilibre social de l’habitat : programme local de l'habitat (PLH) ; politique du logement d'intérêt communautaire ; actions et aides financières en faveur du logement social d'intérêt communautaire ; réserves foncières pour la mise en oeuvre de cette politique ; opérations d'intérêt communautaire en faveur du logement des personnes défavorisées ; amélioration du parc immobilier bâti d'intérêt communautaire ;

- Politique de la ville :  Élaboration du diagnostic du territoire et définition des orientations du contrat de ville; animation et coordination des dispositifs contractuels de développement urbain, de développement local et d’insertion économique et sociale ainsi que des dispositifs locaux de prévention de la délinquance; programmes d’actions définis dans le contrat de ville ;
- Accueil des gens du voyage : Aménagement, entretien et gestion des aires d’accueil ;
- Gestion des milieux aquatiques et prévention des inondations (GEMAPI)
- Accueil des gens du voyage : aires d'accueil et terrains familiaux locatifs ;
- Collecte et traitement des déchets des ménages et déchets assimilés ;
- voirie d’intérêt communautaire et parcs de stationnement d’intérêt communautaire ;
- Assainissement des eaux usées ;
- protection et de mise en valeur de l’environnement et du cadre de vie : Lutte contre la pollution de l’air, lutte contre les nuisances sonores, soutien aux actions de maîtrise de la demande d’énergie ;
- Équipements culturels et sportifs d’intérêt communautaire ;
- Action sociale d'intérêt communautaire
- maisons de services au public

- Gestion du refuge – fourrière animalier intercommunal ;

- Mise en valeur des espaces naturels : La zone verte du Colombier Virval, les zones intercommunales à vocation naturelle reprises dans le schéma Trame verte et bleue du Calaisis défini par le SYMPAC, création et entretien de sentiers de randonnées et leurs liaisons (les travaux se limitent à l'entretien nécessaire à la pratique des activités de randonnées pédestre, équestre et de VTT) qui sont labellisés par la communauté d'agglomération Grand Calais Terres et Mers en partenariat avec la Fédération Française de Randonnée Pédestre FFRP, sont exclues les parties des tracés chevauchant une route nationale, départementale ou communale, soutien à la création d’aménagements cyclables notamment sur les portions de « vélo-routes et voies vertes » hors périmètre d’intervention du conseil départemental.
- Promotion du territoire par le sport de haut niveau par la création d’un fonds d’intervention sportive permettant de financer les clubs en championnat national ainsi que les manifestations officielles de niveau national et international ;
- Gestion des données numériques et alphanumériques du cadastre.
- Aménagement, entretien et gestion de l’aéroport de Calais-Marck ;

- Valorisation environnementale et touristique des berges et canaux : l'aménagement des berges et canaux du secteur Calais en accompagnement du projet de la navette fluviale, limité au canal de Saint-Omer entre le pont Mollien et le pont de Coulogne ainsi que le bassin de la Batellerie et le canal de la Citadelle, limité aux travaux d'aménagement énumérés ci-dessus et à l'entretien de ces futurs travaux ;
- Archéologie préventive : Réalisation des diagnostics et des fouilles, en complément des missions de l'INRAP ;
- Coopération décentralisée. Chaque commune garde pour sa part la possibilité de mener des actions de coopération décentralisée.
- Aménagement numérique du territoire et la mise en œuvre d’infrastructures de communications électroniques : favoriser l’investissement dans les infrastructures performantes et les ouvrir à l’ensemble des acteurs du marché, agir pour développer l’innovation et le transfert technologiques. établir, promouvoir et gérer des infrastructures, des équipements, des réseaux favorisant les technologies de l’information et de la communication destinées à l’ensemble des habitants, des entreprises, et des services publics du territoire communautaire ou contribuant à l’attractivité du territoire ;
- Exercice par délégation de compétences dévolues au Département ou la Région ;
- Création et gestion d’un crématorium intercommunal, à l’exclusion des structures funéraires actuelles relevant de la compétence des communes ou de celles à venir qui ne seraient pas strictement liées au crématorium intercommunal ;
- Actions en faveur de l’enfance et de la jeunesse en milieu rural : les centres multi accueil Pomme de Reinette, sis à Fréthun et Pomme d'Api, sis à Les Attaques le Centre de Loisirs Intercommunal sans hébergement sur les communes de Les Attaques, Rames Boucres, Nielles les Calais, Fréthun et Bonningues-les-Calais pour sa partie animation. Le Relais d'assistantes maternelles itinérant pour les communes de Les Attaques, Escalles, Rames-Boucres, Nielles-les-Calais, Fréthun, Saint-Tricat, Pihen-les-Guines, Bonningues-les-Calais et Peuplingues ;
- Actions de lutte contre l’érosion des sols et protection de la nappe; études, création et entretien des aménagements anti-érosifs.
- Création d’un dispositif d’aide aux particuliers en matière de travaux visant à l’efficacité énergétique et la réduction de l’émission des gaz à effet de serre ;
- Participation à toute action visant à faciliter et accompagner des initiatives prises par les acteurs socio-économiques sur le territoire communautaire en faveur de la création, de la valorisation, de la transmission, de la reprise d’entreprises ;
- Actions solidaires intercommunales : la mise en place et la gestion d’une allocation de réussite étudiante ; la mise en place et la gestion d’un Fonds Intercommunal de Cohésion Sociale.
- Soutien aux établissements de formation post bac.
- Gestion des eaux pluviales urbaines ;
- Sur le seul territoire de l'ex-communauté de communes du Sud-Ouest du Calaisis : patrimoine cultuel ou artistique mobilier classé ou inscrit sur délibération spécifique du conseil communautaire ; saison culturelle ; Mise en réseau des bibliothèques et médiathèques sous statut municipal ; frais de transport au bénéfice du public scolaire à destination des manifestations et événements organisées par les services culturels communautaires sur délibération spécifique du conseil communautaire ; ludothèques ; organisation d'événements exceptionnels de portée extra communautaire, se déroulant en tout ou partie sur le territoire communautaire ; Soutien aux manifestations ou actions exceptionnelles portées par les associations dont le caractère est rattaché à une compétence communautaire.

### Régime fiscal et budget
La communauté d'agglomération est un établissement public de coopération intercommunale à fiscalité propre.
Comme toutes les communautés d'agglomération, et afin de financer l'exercice de ses compétences, l'intercommunalité perçoit la fiscalité professionnelle unique (FPU) – qui a succédé à la taxe professionnelle unique (TPU) – et assure une péréquation de ressources entre les communes résidentielles et celles dotées de zones d'activité.

## Projets et réalisations
La communauté d'agglomération gère différents équipements communautaires :
- le C.R.D. (Conservatoire à Rayonnement Départemental de danse et de musique du Calaisis) à Calais ;
- l'école d'art du Calaisis à Calais ;
- la base de voile et de loisirs Tom Souville à Sangatte ;
- l'antenne du CRD à Blériot ;
- la base de char à voile à Marck ;
- la piscine Ranson à Calais ;
- la piscine patinoire Icéo à Calais.

## Pour approfondir